# HMS Starwort (K20)
«Старворт» (англ. HMS Starwort (K20) — військовий корабель, корвет типу «Флавер» Королівського військово-морського флоту Великої Британії за часів Другої світової війни.
Корвет «Старворт» був закладений 11 червня 1940 року на верфі компанії A. & J. Inglis у Глазго. 12 лютого 1941 року він був спущений на воду, а 26 травня 1941 року увійшов до складу Королівських ВМС Великої Британії.
Корабель брав участь у бойових діях на морі в Другій світовій війні, бився переважно у Північній Атлантиці, супроводжував десятки арктичних та атлантичних конвоїв, підтримував висадку морських десантів у Північній Африці. Після війни у 1948 році проданий до Норвегії, де перероблений на китобійне судно компанії James Lamont & Co, отримав назву «Саутерн Брум». 9 січня 1967 року розібраний на брухт у Брюгге.

## Історія

### 1942
12 листопада 1942 року «Старворт» у Середземному морі північніше Орана разом з корветом «Лотус» затопили глибинними бомбами німецький підводний човен U-660.

### 1943
7 січня 1943 року «Старворт» вийшов до Ісландії, де увійшов до сил британського флоту, що супроводжували чергові конвої до СРСР. З 17 по 27 січня він залучався до ескортування конвою JW 52 з 15 транспортників, які йшли до Кольської затоки. «Старворт» діяв у складі ескорту, який очолював лінкор «Енсон».

### 1944
У березні 1944 року корвет залучався до супроводження чергового арктичного конвою JW 58 з 47 транспортних та вантажних суден.